# Eric Malmlöf
Eric (eller Erik) Vilhelm Mauritz Malmlöf, född 3 september 1888 i Maria församling i Stockholm, död 11 maj 1972 i Älvsjö, Brännkyrka församling, var en svensk skådespelare. Han var verksam vid Dramaten 1908–1910.
Malmlöf var från 1916 gift med skådespelaren Wilma Höglund, paret hade en son Björn Malmlöf (1917–1996). De är begravda på Sandsborgskyrkogården i Stockholm.

## Filmografi
- 1918 – Storstadsfaror
- 1953 – I dur och skur

## Teater

### Roller (ej komplett)
| År   | Roll                         | Produktion                                                            | Regi                            | Teater                     |
| ---- | ---------------------------- | --------------------------------------------------------------------- | ------------------------------- | -------------------------- |
| 1908 | Officerare                   | Ett revolutionsbröllop Sophus Michaëlis                               | Emil Grandinson                 | Dramaten                   |
| 1908 | Soldat                       | Antigone Sofokles                                                     | Knut Michaelson                 | Dramaten                   |
| 1909 | Knekt                        | Siste riddaren August Strindberg                                      | Emil Grandinson                 | Dramaten                   |
| 1909 | Utställningsbesökande        | Erotikon Per Hallström                                                | August Lindberg                 | Dramaten                   |
| 1909 | Poliskonstapel               | Stamgästen Georges Courteline                                         | Gustaf Linden                   | Dramaten                   |
| 1909 | Seyton                       | Macbeth William Shakespeare                                           | August Lindberg Knut Michaelson | Dramaten                   |
| 1909 | Palatsvakt                   | Tigerhuden K.G. Ossiannilsson                                         | Gustaf Linden                   | Dramaten                   |
| 1909 | Chauffeur                    | Kärleken står på vakt Gaston Arman de Caillavet och Robert de Flers   | Emil Grandinson                 | Dramaten                   |
| 1910 | Feodor Andrejevitj Ljuljukov | Revisorn Nikolaj Gogol                                                | Gustaf Linden                   | Dramaten                   |
| 1910 | Adelsman                     | På "Gröna papegojan" Arthur Schnitzler                                | Gustaf Linden                   | Dramaten                   |
| 1919 | Gamle Capulet                | Romeo och Julia (The Tragedy of Romeo and Juliet) William Shakespeare | Gunnar Klintberg                | Svenska teatern, Stockholm |
| 1922 | David                        | Gustav Vasa August Strindberg                                         | Gunnar Klintberg                | Svenska teatern, Stockholm |
| 1923 | Auktionsförfättaaren         | Gösta Berlings saga Selma Lagerlöf                                    | Gunnar Klintberg                | Svenska teatern, Stockholm |
| 1925 | Gilbert                      | Herrn som kommer klockan 5 Maurice Hennequin och Pierre Veber         | Knut Nyblom Albert Ranft        | Svenska teatern, Stockholm |